# Automotrice FS ALn 668.3100
Le automotrici FS ALn 668.3100, note anche come ALn 668 serie 3100, fanno parte della terza generazione del gruppo ALn 668, costituita in ordine cronologico dalle serie 1900, 1000, 1200, 3000, 3100 e 3300.
La serie 3100 nasce nel 1980 dalla decisione di estendere il pilotaggio in comando multiplo da due a tre automotrici, provvedimento che, attuato a partire dal quarantunesimo dei centoventi esemplari previsti inizialmente per la serie 3000, rende le nuove macchine incompatibili al comando multiplo con le precedenti, determinando l'origine di una nuova serie.

## Costruzione

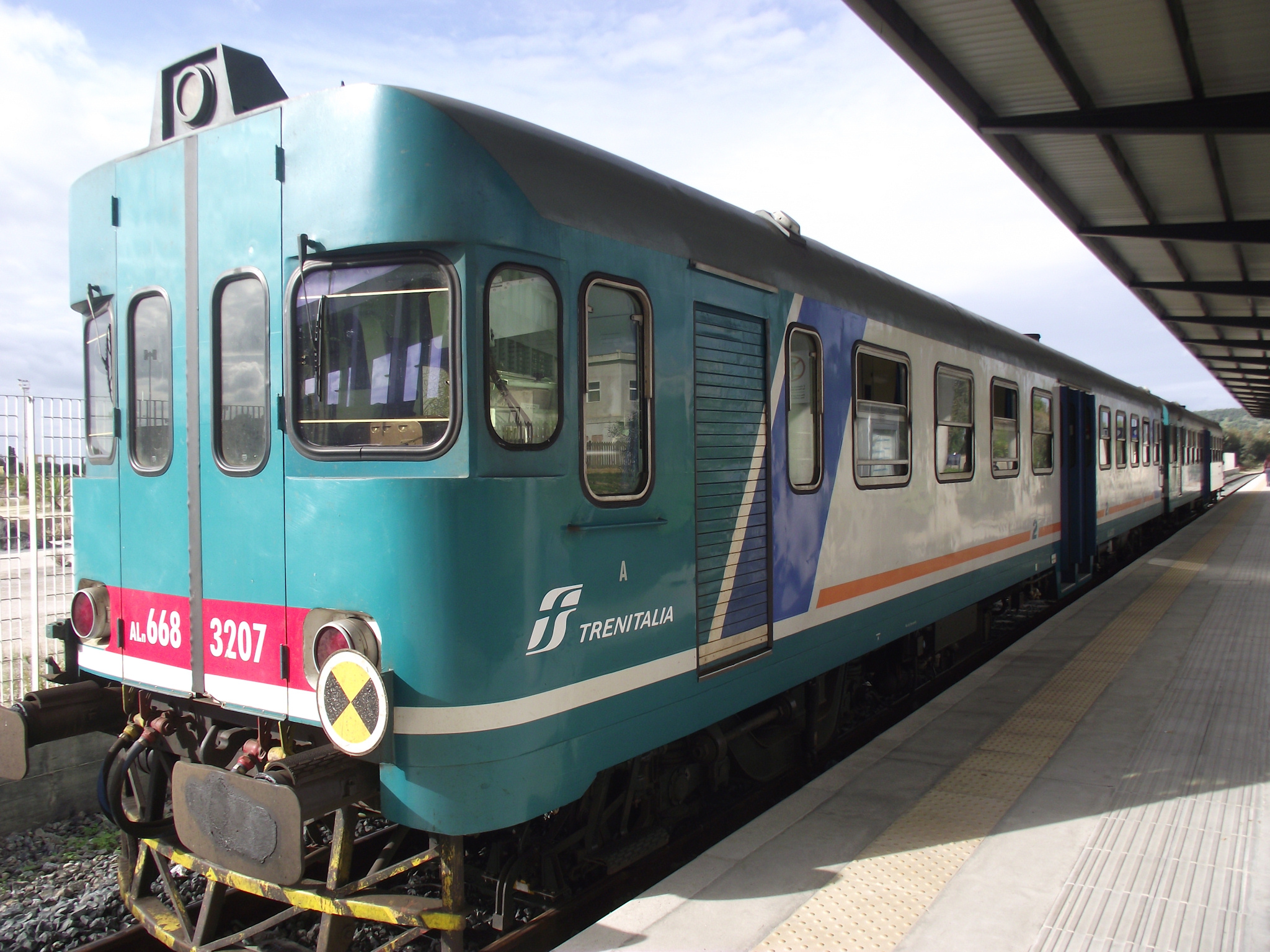
L'automotrice ALn 668.3207 in coda a un convoglio in doppia trazione a comando multiplo in sosta nella stazione di Carbonia Serbariu nel dicembre 2011.

La serie 3100, la più numerosa del gruppo ALn 668, comprende centocinquanta unità costruite in tre lotti di cui il primo, costituito dagli ultimi ottanta dei centoventi esemplari previsti inizialmente nella serie 3000, viene assegnato alla FIAT Ferroviaria Savigliano e alle Officine Meccaniche Calabresi (Omeca) con la seguente suddivisione:
- ALn 668.3101-3130, consegnate dalla FIAT Ferroviaria Savigliano tra il 1980 e il 1982;
- ALn 668.3131-3180, consegnate dall'Omeca tra il 1981 e il 1982.

Altri tre lotti, rispettivamente di venticinque, cinque e quaranta unità, vengono poi finanziati parzialmente con alcuni avanzi di spesa delle FS:
- ALn 668.3181-3205, consegnate dalla FIAT Ferroviaria Savigliano tra il 1980 e il 1981;
- ALn 668.3206-3210, consegnate dalla FIAT Ferroviaria Savigliano nel 1981;
- ALn 668.3211-3250, consegnate dalla FIAT Ferroviaria Savigliano tra il 1982 e il 1983.

## Caratteristiche
Le ALn 668.3100 hanno una capacità di 68 posti a sedere, di cui 8 di prima classe, e sono mosse da due motori Diesel con potenza di taratura di 170 kW ciascuno (147 kW per le unità da 3101 a 3210 all'uscita di fabbrica, portata successivamente a 170 kW come per le restanti), alimentati da un serbatoio di gasolio da 600 dm³ che consente un'autonomia di circa 600 km; il rapporto di trasmissione al ponte invertitore di marcia permette una velocità massima di 130 km/h.
Le automotrici ALn 668.3100, essendo atte al comando multiplo in tripla trazione, non possono essere pilotate dalle rimorchiate Ln 664.1400.

### Differenze dalla serie 3000
Le ALn 668.3100 differiscono dalla serie 3000 unicamente per l'introduzione del comando multiplo in tripla trazione, che consente di comporre convogli con una, due o tre automotrici; l'introduzione di tale espediente, nata dall'esigenza di aumentare la capienza dei treni affidati alle ALn 668, fu resa possibile dall'ammorbidimento dei sindacati, inizialmente sfavorevoli per via del timore di riflessi negativi sull'impiego del personale di macchina.
La mancanza di spazio sul banco di manovra, fino ad allora molto apprezzato dai macchinisti per la compattezza, costrinse a sistemare in una posizione piuttosto scomoda i comandi e la strumentazione della terza motrice, raggruppandoli in due pannelli ancorati al montante sinistro dell'intercomunicante. L'inconveniente fu risolto definitivamente soltanto sulle ALn 663, con la riprogettazione del banco di manovra.
Il comando multiplo di più di due automotrici non era una novità per la FIAT, il cui cosiddetto "comando posizionale", in grado di comandare simultaneamente e regolare singolarmente un qualunque numero di motori, era già stato sperimentato con successo per altre amministrazioni ferroviarie su dodici motori, ma necessitava dell'omologazione FS. La corsa di collaudo della prima terna di automotrici (ALn 668.3131, 3132 e 3133) si svolse con esito positivo il 10 aprile 1981 tra Reggio Calabria e Gioiosa Ionica, subito prima dell'invio al deposito di assegnazione.

### Motore e trasmissione
Le caratteristiche degli organi meccanici della serie 3100 sono identiche a quelle della serie 3000; l'unica differenza, peraltro temporanea, è costituita dalla potenza erogata dai motori, che vengono tarati in fabbrica a 170 kW a partire dall'ottantunesima unità costruita (vedere sezione "Potenziamento dei motori").
| Motore e accessori         | Motore e accessori                   | Trasmissione                      | Trasmissione             |
| -------------------------- | ------------------------------------ | --------------------------------- | ------------------------ |
| Motore IVECO 8217.32.033   | ciclo Diesel                         | Diametro giunto idraulico         | 500 mm                   |
| Numero cilindri            | 6                                    | Frizione                          | bidisco a secco          |
| Alesaggio                  | 137 mm                               | Cambio                            | FIAT meccanico a 5 marce |
| Corsa                      | 156 mm                               | Rapporti di velocità del cambio   | 5,37 in 1ª marcia        |
| Cilindrata                 | 13,798 dm³                           | Rapporti di velocità del cambio   | 3,40 in 2ª marcia        |
| Assetto                    | inclinato di 3° sull'orizzontale     | Rapporti di velocità del cambio   | 2,01 in 3ª marcia        |
| Potenza nominale UIC       | 206 kW a 2.000 giri/min              | Rapporti di velocità del cambio   | 1,27 in 4ª marcia        |
| Potenza di taratura FS     | 170 kW a 1.850 giri/min (vedi testo) | Rapporti di velocità del cambio   | 1,00 in 5ª marcia        |
| Regime minimo di rotazione | 650 giri/min                         | Rapporto di trasmissione al ponte | 2,39                     |
| Alimentazione aria         | con turbosoffiante Holset            | Velocità massime                  | 24 km/h in 1ª marcia     |
| Alimentazione gasolio      | serbatoio da 600 dm³ (in due parti)  | Velocità massime                  | 40 km/h in 2ª marcia     |
| Comando ventola radiatore  | idrostatico                          | Velocità massime                  | 65 km/h in 3ª marcia     |
| Generatore elettrico       | alternatore da 2,4 kW a 24 V         | Velocità massime                  | 104 km/h in 4ª marcia    |
| Tipo compressore aria      | AC.75ZB                              | Velocità massime                  | 130 km/h in 5ª marcia    |

## Modifiche e sperimentazioni

### Potenziamento dei motori
Le automotrici ALn 668.3101-3210 escono di fabbrica con i motori a tarati a 147 kW come per le serie precedenti 1900, 1000 e 3000, ma dopo i risultati positivi delle prove eseguite tra il 1980 e il 1981 sulle ALn 668.1000 e 3000 di Cuneo e sulle 3100 di Benevento, viene deciso di elevarne la potenza 170 kW a cura dei depositi locomotive che le hanno in forza e di tarare direttamente in fabbrica le automotrici ALn 668.3211-3250.

### Pavimento in acciaio inossidabile
A partire dalla ALn 668.3181, la prima del secondo lotto, viene introdotto il pavimento integrale in acciaio inossidabile per evitare l'insorgere di fenomeni di ossidazione e semplificare la manutenzione della cassa.

### Guida automatica
Su iniziativa della FIAT l'ALn 668.3206 esce equipaggiata di fabbrica con un sistema sperimentale di guida automatica pilotato da una centralina elettronica che, una volta impostata la velocità con un selettore a tredici posizioni, è in grado di inserire automaticamente le marce fino al raggiungimento della velocità voluta e di mantenerla costante entro certi limiti, determinati dal fatto che il controllo automatico agisce solo sulla trazione e richiede l'intervento sul freno da parte del macchinista per limitare la velocità nella marcia in discesa. Un secondo selettore permette l'esclusione dell'automatismo per scelta del macchinista, oppure nei casi di guasto o di marcia pilotata in comando multiplo da un'altra automotrice.
Dopo due anni di sperimentazione presso il deposito locomotive di Torino il dispositivo viene smontato per effettuarne il perfezionamento con l'aggiunta del controllo automatico sulla frenatura, in previsione di una sua eventuale applicazione di serie.

### Verifica preliminare per la serie 3300
Prima di procedere all'ordinazione delle automotrici ALn 668.3300 si ritiene opportuno effettuare una prova in linea; di conseguenza il 16 maggio 1982 l'ALn 668.3150 del DL di Siena viene inviata al DL di Sulmona, dove le vengono montati i carrelli di scorta delle ALn 668.1200.
La 3150, zavorrata con 7 tonnellate di ceppi di ghisa per simulare le condizioni di pieno carico, compie diverse corse tra L'Aquila e Antrodoco, compiendo diversi avviamenti in piena linea sulla pendenza del 35 per mille con risultati più che soddisfacenti.
Il 27 maggio, dopo il ripristino dei carrelli originari, l'automotrice fa ritorno al DL di Siena.

### Rostri paravacche
Dopo la sperimentazione effettuata nell'estate 1981 sull'ALn 668.3127, tutte le 3100 del deposito locomotive di Cagliari vengono equipaggiate con una coppia di rostri paravacche verniciati a strisce gialle e nere; l'accorgimento viene adottato per limitare i danni al sottocassa o lo svio del treno in seguito all'investimento di animali di grossa taglia, lasciati spesso allo stato brado in Sardegna.

### Climatizzazione e rinnovo arredamenti
Nel 1996 le automotrici ALn 668.3112 e 3202 del deposito locomotive di Cagliari vengono equipaggiate sperimentalmente assieme a quattro ALn 663 con un climatizzatore alimentato da un gruppo elettrogeno da 50 kW, esperimento che viene ripetuto nel 1998 sulle ALn 668.3113, 3135, 3165, 3174 e 3199 giungendo alla scelta della soluzione definitiva, consistente nell'installazione sull'imperiale di due gruppi di climatizzazione di tipo commerciale già impiegato sugli autobus. La potenza richiesta dal compressore e dall'alternatore di ciascun gruppo, azionati meccanicamente dai motori di trazione, richiede l'aumento della potenza di taratura degli stessi da 170 a 200 kW, reso possibile con l'adozione dei nuovi radiatori sperimentati alla fine degli anni novanta.
Parallelamente all'installazione dell'impianto di climatizzazione e al potenziamento dei motori di trazione, avvenuto tra il 1999 e il 2001, iniziano gli interventi di pellicolatura della cassa nello schema di coloritura XMPR e di riqualificazione dell'arredamento interno con la sostituzione degli antiquati divanetti originali con poltroncine singole che adeguano finalmente il livello di confortevolezza delle ALn 668 alle esigenze dei viaggiatori.

### Progetto "PV Train"
Nel 2004 l'automotrice ALn 668.3231 viene equipaggiata sperimentalmente con pannelli fotovoltaici per la ricarica degli accumulatori nell'ambito del progetto «Photovoltaic Train» (PV Train), finanziato dal programma di ricerca "LIFE" della Comunità Europea.
Il progetto si svolge tra il novembre 2002 e l'ottobre 2005 con lo scopo di valutare le prestazioni dei pannelli fotovoltaici per mantenere sempre cariche le batterie dei veicoli ferroviari senza ricorrere a gruppi elettrogeni e di rendere possibile la localizzazione satellitare dei carri con il sistema sistema GPS; la sperimentazione, svolta inizialmente su bagagliai, carrozze viaggiatori, carri merci e sulla locomotiva elettrica E.636.365, viene estesa nell'ultimo anno di attività a un'automotrice ALn 668 per valutare l'imbrattamento dei pannelli solari da parte degli scarichi dei motori Diesel.

### Sistema di supporto condotta
A partire dal 2008 le ALn 668 delle serie più recenti (1800, 1900, 1000, 1200, 3000, 3100 e 3300) vengono equipaggiate con apparecchiature di bordo che consentono il controllo e la protezione della marcia del treno sia con il sistema SSC (Sistema Supporto Condotta) usato sulle linee a scarso traffico su cui normalmente sono destinate a operare, che con i sistemi SCMT (Sistema Controllo Marcia Treno) ed RS (Ripetizione Segnali) usati sulle tratte della rete principale percorse frequentemente dalle ALn 668 per raggiungere le stazioni di inizio e fine corsa.
L'equipaggiamento comprende l'installazione dei seguenti componenti:
1. dispositivi di interfacciamento con la via:
  - captatori per la ripetizione dei segnali sui carrelli;
  - antenna SCMT nel sottocassa;
  - antenne SSC sul ricasco del tetto in corrispondenza delle cabine di guida;
  - antenne GPS e GSM-R;
2. armadio principale nel bagagliaio, comprendente:
  - elaboratore del sottosistema di bordo;
  - dispositivi per la vigilanza attiva del macchinista;
  - registratore cronologico degli interventi di condotta;
3. schermi touch-screen nelle cabine di guida per l'interfacciamento con il macchinista;

nel bagagliaio viene inoltre installato l'armadietto OBoE per la diffusione dei messaggi vocali ai viaggiatori.

## Esercizio

### Assegnazione ai depositi locomotive
Uscite di fabbrica a partire dalla fine del 1980, le ALn 668.3100 vengono assegnate ai depositi locomotive (DL) di Torino Smistamento e Siena per sostituire le ALn 772, mentre le macchine uscite nell'estate del 1981 vengono inviate ai DL di Roma San Lorenzo, Benevento e Cagliari, terminando le assegnazioni iniziali con un invio al DL di Reggio Calabria, una seconda tornata al DL di Siena e due piccoli gruppi ai DL di Novara e Fabriano.
| DL | marzo 1983 | luglio 1995 | luglio 2006 |
| --- | ---------- | ----------- | ----------- |
| Torino Smistamento | 13         | –           | –           |
| Cuneo | –          | 16          | 5           |
| Novara | 8[a]       | –           | 8           |
| Cremona | –          | –           | 13          |
| Verona | –          | 19          | –           |
| Treviso | –          | –           | 11          |
| Pisa | –          | 24          | –           |
| Fabriano | 7          | 4           | 27          |
| Siena | 42         | 26          | 43          |
| Roma San Lorenzo | 15         | 15          | –           |
| Benevento | 23[b]      | –           | –           |
| Catanzaro | –          | 5           | 9           |
| Reggio Calabria | 12         | 9           | 1           |
| Cagliari | 29         | 22          | 16          |
| Sassari | –          | 9           | 12          |
| Totale | 149[c]     | 149[c]      | 145[d]      |
| a. ALn 668.3250 assegnata al DL di Novara a fine giugno 1983. b. Di cui 7 distaccate a Campobasso. c. ALn 668.3140 radiata dal parco. d. ALn 668.3140, 3159, 3173, 3201 e 3247 radiate dal parco. |            |             |             |

### Principali servizi

#### Macchine del DL di Torino Smistamento
Durante il periodo di assegnazione al DL di Torino Smistamento le ALn 668.3100 svolgono i loro servizi principali sulla relazione Torino Porta Nuova-Pré Saint Didier, dove dimostrano una netta superiorità rispetto alle ALn 772 e ALn 773 sulle livellette del 30‰ della Aosta-Pré Saint Didier, e sui rapidi Torino Porta Nuova-Biella San Paolo, percorrendo oltre sessanta chilometri senza fermate sulla Torino-Milano con una velocità di impostazione di 110 km/h.
Svolgono inoltre servizi minori percorrendo in turno con le 3100 del DL di Novara le linee Biella-Novara, Novara-Varallo e il tratto Santhià-Vercelli-Novara della Torino-Milano.

#### Macchine del DL di Novara
Durante il periodo di assegnazione al DL di Novara le ALn 668.3100 svolgono i loro servizi sulle relazioni:
- Biella-Milano Porta Garibaldi;
- Biella-Vercelli-Alessandria-Genova;
- Novara-Borgomanero-Domodossola;
- Novara-Vercelli-Santhià-Biella;
- Vercelli-Santhià-Biella-Novara.

#### Macchine del DL di Cuneo
Durante il periodo di assegnazione al DL di Cuneo le ALn 668.3100 svolgono i loro servizi principali sulla relazione Torino-Cuneo-Breil-Ventimiglia-Imperia Porto Maurizio, viaggiando in composizioni fino a sei automotrici nei fine settimana di maggiore affluenza, assieme a due ALn 668.1000 equipaggiate col sistema di vigilanza francese VACMA che vengono staccate a Breil e proseguono per Nizza condotte da personale SNCF.
Particolarmente impegnativo su questa relazione è il percorso sulla linea Cuneo-Ventimiglia (dove le ALn 668 del DL di Cuneo assicurano anche il servizio locale e alcune corse prolungate a San Remo e Imperia) per la lunga rampa sud in ascesa continua del 26‰ tra Breil sur Roya e il confine italiano, sulla quale le automotrici si arrampicano agevolmente alla velocità di impostazione di 65 km/h e, in caso di necessità, sono in grado di raggiungere la velocità massima di 80 km/h ammessa sulla linea.
Le linee minori servite dalle automotrici del DL di Cuneo sono la Cuneo-Airasca, la Cuneo-Mondovì-Bastia e la Ceva-Ormea.

#### Macchine del DL di Fabriano
Durante il periodo di assegnazione al DL di Fabriano le ALn 668.3100 svolgono i loro servizi sulle linee:
- Fabriano-Pergola, di 32 km;
- Civitanova Marche-Fabriano, di 96 km;
- Ascoli Piceno-San Benedetto del Tronto, di 33 km.

#### Macchine del DL di Siena
Durante il periodo di assegnazione al DL di Siena le ALn 668.3100 svolgono i loro servizi sulle relazioni:
- Siena-Empoli-Firenze, di 97 km, in composizioni fino a quattro unità;
- Siena-Asciano-Chiusi;
- Siena-Asciano-Monte Antico-Grosseto;
- Siena-Buonconvento-Monte Antico-Grosseto, dove la ricostruzione della Siena-Buonconvento permetteva di istituire da maggio 1980 tre coppie di treni diretti sulla relazione di 236 km Firenze-Siena-Grosseto-Orbetello, tra cui la «Freccia dell'Argentario»;
- Firenze-Pontassieve-Borgo San Lorenzo-Faenza, dove negli anni ottanta assicurano anche i treni diretti Firenze-Faenza-Ravenna-Rimini.

#### Macchine del DL di Roma San Lorenzo
Durante il periodo di assegnazione al DL di Roma San Lorenzo le ALn 668.3100 svolgono il servizio più prestigioso sulla relazione Roma-Orte-Terni-L'Aquila con l'espresso «Freccia del Gran Sasso», percorrendo talvolta la Direttissima tra Roma e Orte, ma l'impegno più importante è il subentro alle ALn 668.1400, inizialmente in composizione mista, nel cosiddetto "servizio urbano FS", svolto intorno alla capitale, usando alcuni raccordi e la parte iniziale della linea per Viterbo, lungo il percorso tra le stazioni di Cesano di Roma o La Storta-Formello, Roma Tiburtina, Roma Tuscolana, Roma Trastevere, Roma Monte Mario e Monterotondo, sulla "linea lenta" per Firenze (con alcuni treni che si spingono fino a Fara Sabina-Montelibretti e Orte), con un percorso complessivo di 52 km che supera di gran lunga i limiti del servizio cittadino.

#### Macchine del DL di Benevento
Durante il periodo di assegnazione al DL di Benevento le ALn 668.3100, di cui alcune distaccate a Campobasso, svolgono i loro servizi sulle linee:
- Benevento-Avellino, di 30 km, con alcuni treni che proseguono per Mercato San Severino-Codola-Cancello-Napoli;
- Avellino-Rocchetta Sant'Antonio, di 119 km;
- Rocchetta Sant'Antonio-Spinazzola-Gioia del Colle, di 140 km;
- Benevento-Campobasso-Termoli, di 172 km;
- Campobasso-Isernia-Vairano, di 105 km;

a cui si aggiunge la coppia di espressi Napoli-Benevento-Campobasso «Freccia del Molise», che corre per 49 km sui binari elettrificati della ferrovia in concessione Benevento-Cancello.

#### Macchine del DL di Reggio Calabria
Durante il periodo di assegnazione al DL di Reggio Calabria le ALn 668.3100 svolgono i loro servizi sulle linee:
- Taranto-Sibari-Catanzaro Lido-Reggio Calabria, di 477 km, in vari spezzoni della stessa;
- Lamezia Terme-Catanzaro, di 47 km;
- Sibari-Cosenza, di 69 km.

#### Macchine dei DL di Cagliari e Sassari
Le ALn 668.3100 giunte al DL di Cagliari a partire dalla primavera 1981 e successivamente assegnate anche al DL di Sassari, svolgono il loro servizio su tutte le linee FS.
Con l'arrivo dei nuovi HTR412, le 668 insieme alle sorelle 663 scompaiono lentamente.
Nell'estate 2023 a Cagliari vengono usate solamente in caso di necessita, per poi venire accantonate definitivamente a giugno del 2024 e l'inizio del 2025, fatta eccezione per la ALn668.3136, usata per abilitazione del personale di macchina.
Nel nord della Sardegna invece non era raro vederle sulla Sassari-P.to Torres, sulla Sassari-Olbia, e infine sulla Olbia-Golfo Aranci dove erano, fino ad ottobre 2023, l'unico materiale circolante. ; infatti da ottobre 2023  le relazioni del nord Sardegna che hanno come baricentri Sassari e Olbia vengono svolte con autotreni ATR220 Swing e Minuetto, eccetto 3 coppie di treni che (una per Olbia da Sassari la mattina presto, due per Portotorres Marittima di cui uno la mattina e uno la sera che quest'ultimo arriva da Cagliari, e una per Chilivani di mattina dopo le 8:00, e due da Olbia per Sassari rispettivamente il pomeriggio e la sera) vengono svolte con HTR412 o ATR365. Di fatto attualmente le ALn 668.3100, insieme alle ALn 663.1100, vengono confinate ai servizi di sola riserva, con la maggior parte di esse che viene accantonata.

### Accantonamenti e radiazioni
In seguito a un incidente nei pressi di Crotone, l'automotrice ALn 668.3140 viene demolita sul posto nell'aprile 1990.
L'automotrice ALn 668.3173, ritirata dal servizio commerciale dopo un incidente avvenuto in Toscana nel 1996, viene ristrutturata nel 1998 per essere impiegata come sezione motrice del treno diagnostico «Galileo» dell'allora Divisione Infrastruttura delle FS (poi RFI), costituito dalla suddetta unità accoppiata permanentemente con la rimorchiata Ln 668.1408, ricavata dalla demotorizzazione dell'automotrice ALn 668.1408.
A luglio 2006 risultano radiate dal parco anche le automotrici ALn 668.3159, 3173, 3201 e 3247. A gennaio 2022 le ALn 668.3123 e 3234, dopo anni di accantonamento sono state demolite in loco a Sassari. Nell'estate 2023 sono state radiate le ALn 668.3118, 3164, 3155 e 3212. Nel 2022 è stata demolita la ALn 668.3205, rimasta coinvolta in un brutto incidente a Scala di Giocca il 19 dicembre 2009. Nel giugno 2025 sono state trasferite con 2 invii distinti le ALn668.3104+3178 dal DL di Sassari, e la ALn668.3176 dal DL di Cagliari a Golfo Aranci per la demolizione, venendo imbarcate il 25 giugno. Inoltrate a Villa San Giovanni Bolano, sono partite successivamente alla volta di San Giuseppe di Cairo per la demolizione.

## Modelli derivati per le ferrovie in concessione
Benché alcune ALn 668 per le ferrovie in concessione siano coeve alla serie 3100, la FIAT non considera nessuna di esse derivata da questa serie perché prive del comando multiplo in tripla trazione.

## Unità preservate per il parco storico
Le ALn 668.3105 e 3141 sono state rilevate dalla Fondazione FS Italiane per l'utilizzo nell'ambito dei treni storici, riportandole nella loro colorazione originale «grigio azzurro-beige pergamena».